# NGC 6915
NGC 6915 é uma galáxia espiral (Sab) localizada na direcção da constelação de Aquila. Possui uma declinação de -03° 04' 36" e uma ascensão recta de 20 horas, 27 minutos e 46,0 segundos.
A galáxia NGC 6915 foi descoberta em 24 de Julho de 1863 por Albert Marth.